# Pianoa isolata
Pianoa isolata is een spinnensoort uit de familie Gradungulidae. De soort komt voor in Nieuw-Zeeland en is de typesoort van het geslacht Pianoa.